# 高橋和巳
高橋和巳（日语：／ Takahashi Kazumi，1931年8月31日—1971年5月3日）是日本的小说家和中国文学研究者，他的妻子高橋高子也是一位小说家。他以其左翼思想而闻名，同时也与三島由纪夫等人交往甚密。